# Historia del socialismo en Navarra
En Navarra, la implantación del socialismo fue desigual y dificultosa. Navarra era, junto con Álava, las provincias con menor implantación del PSOE de toda España, por su carácter conservador, su escasa y tardía industrialización y la ausencia de tradiciones obreras significativas. 
De esta forma, el corresponsal de La Lucha de Clases de Vitoria señalaba en 1899 "cuánto trabaja en esta ciudad el carlismo y el clericalismo, que tan hondas raíces tienen, por desbaratar las agrupaciones socialistas y por hacernos imposible la estancia en esta localidad a los correligionarios". Y el de Pamplona, en 1901, se quejaba de que la capital navarra era una ciudad difícil, poniendo como ejemplo que en el Ayuntamiento, 22 de sus 25 concejales eran carlistas e integristas.
En 1915 Vitoria, única agrupación del PSOE en Álava, contaba con 30 afiliados, y Pamplona, única también en Navarra, con 12. La situación en estas dos provincias cambiaría con la llegada del régimen republicano, época en la que el socialismo experimentará, sobre todo en Navarra, una fuerte expansión.

## La evolución del socialismo navarro
Desde finales del siglo XIX la Iglesia católica había intentado frenar la expansión del socialismo en toda Europa, mediante un fuerte movimiento social de Cajas Rurales, Cooperativas, Círculos y Sindicatos de inspiración católica. Toda una poderosa organización que, si bien decae con el paso de los años, cumple su objetivo de evitar, en el caso de Navarra, que el socialismo arraigue en la región. El movimiento social católico mejoró indudablemente la situación del campesino. Los préstamos a bajo interés de las Cajas Rurales les permitió liberarse de los usureros, a los que recurría el pobre cuando el trigo ya se había agotado, el jornal escaseaba y todavía quedaban varios meses para la llegada de la nueva cosecha.
Habría que esperar a la libertad asociativa de la década de 1930 en la España ya republicana, para que el socialismo emerja con fuerza en Navarra, frente a un movimiento social católico no bien visto por las nuevas autoridades republicanas por su dependencia de la Iglesia. Fue la vertiente sindical del socialismo español, la UGT, la que actuó como punta de lanza. Las reivindicaciones campesinas, tanto las maximalistas en cuanto a expropiación de la tierra sin indemnización como las de corte más local en salarios y horario, con la firma de las primeras Bases de Trabajo en el campo, supusieron un verdadero aldabonazo en los pueblos. Sobre todo permitía presionar a la patronal con la huelga, derecho que ejercieron de forma legal e ilegal ugetistas y cenetistas.
Las Casas del Pueblo eran lugares de reunión de los afiliados de la UGT y, cuando existen, de la agrupación local del PSOE y de las Juventudes Socialistas (JS). En Navarra, estas Casas del Pueblo solían establecerse en lugares alquilados, salvo los edificios en propiedad de Pamplona (Merced, 5) y Fitero. De la amplia base social de ugetistas navarros -unos 12.000 en sus mejores años- salieron los militantes del PSOE (1.500), casi la mitad de ellos en Pamplona, y una fuerte implantación en Villafranca por la actividad de su maestra y posterior diputada a Cortes, Julia Álvarez.
De esta forma el socialismo navarro adquirió en la II República una orientación predominantemente campesina, sin que por ello perdiera su carácter original de obrerismo industrial y recoja las aspiraciones de otros colectivos de creciente empuje en el ámbito profesional, como el de los maestros a los que la República sube el sueldo y construye nuevas escuelas, en un intento de mejorar el sistema educativo. El periódico de los socialistas navarros fue Trabajadores, salido a la calle con gran pobreza de medios en marzo de 1931 y portavoz de la izquierda en la provincia durante toda la II República.
Las dos tendencias que marcaron la línea de actuación del socialismo español, la de Prieto, por una parte, y la de Largo Caballero, por la otra, también aparecieron en el socialismo navarro con Constantino Salinas y Ricardo Zabalza respectivamente. Las JS apostaron en pleno por la línea más revolucionaria. Las huelgas de 1934 que promovieron los socialistas, tanto la campesina de junio como la revolucionaria de octubre, mostraron las divergencias de los socialistas españoles. Las opciones más radicales fueron defendidas por Largo Caballero en el PSOE y por Zabalza en la UGT, éste como secretario general de la potente Federación Nacional de Trabajadores de la Tierra, y la postura menos extremista de Prieto -lo que no le impidió trabajar en la preparación del movimiento revolucionario de octubre- y de Salinas en la Diputación Foral de Navarra. Triunfó en Navarra la huelga campesina de junio, que mantuvo paralizados durante varios días algunos pueblos de la Ribera del Ebro, y fracasó la de octubre. La entrada de la CEDA en el gobierno provocó el levantamiento de octubre, triunfante sólo en Asturias. Este movimiento revolucionario tuvo en Navarra dos consecuencias importantes: el cierre de las Casas del Pueblo durante casi un año; y otra no menor, la destitución fulminante de todos los concejales de izquierda sustituidos por otros de derechas.
Las elecciones generales de febrero de 1936 dieron la razón a Salinas. El Frente Popular ganó con muy escaso margen en España. Por el contrario, en Navarra, todos los puestos a diputados fueron copados por la derecha, tal y como había ocurrido en las elecciones generales de noviembre de 1933. 
La conspiración militar se preparó en Pamplona entre abril y julio de 1936. Desde el primer momento contó el general Mola con el respaldo económico y moral de aquella Diputación que el gobierno no quiso cesar, porque no quería quebrar el Estado de derecho de la II República. Un bando de guerra en las calles de Pamplona, en la mañana del 19 de julio de 1936, terminó con la legalidad republicana. Empezaba la guerra civil, cinco años después de la proclamación de la República.

## El socialismo navarro durante el franquismo (1939-1974)
Tras la Guerra Civil, la represión se cebó con los cuadros del socialismo navarro: aquellos que no fueron fusilados, se exiliaron al exterior o adoptaron un exilio interior. No fue hasta principios de la década de 1970 cuando varios simpatizantes de la UGT y del PSOE en Navarra se empezaron a movilizarse clandestinamente, pero siempre a la sombra de las distintas formaciones comunistas, como el Partido Comunista de España o la Organización Revolucionaria de Trabajadores, muy fuertes por entonces.
En 1974 se celebró en Tudela una reunión a la que acudieron Gregorio Peces-Barba y Enrique Múgica Herzog, junto con el germen del futuro PSN en personas como Gabriel Urralburu, Víctor Manuel Arbeloa o María Jesús Aranda.

## El socialismo navarro en la actualidad (1975 - actualidad)
Tras el fin de la dictadura, la postura del PSOE en Navarra fue cambiando durante la transición política. En un principio, los socialistas navarros se integraron en el Partido Socialista de Euskadi y eran partidarios de una autonomía cuatriprovincial. Así, el PSOE firmó el «Compromiso Autonómico» en mayo de 1977 y tras las elecciones de 1979, los dos representantes socialistas (Gabriel Urralburu y Julio García Pérez) se integraron en la Asamblea de Parlamentarios Vascos. Unidos en su estrategia política con la Unión General de Tabajadores (estas organizaciones estaban intrínsecamente unidas hasta los años 80, de forma que la afiliación era simultánea en ambas) con una posición favorable a la unión en una autonomía de las cuatro provincias y ante la ausencia de Navarra de las instancias preautonómicas, en el congreso de la UGT de 1978 expresaron las siguientes conclusiones:

es el propio pueblo navarro, cuyas relaciones históricas con el resto del pueblo vasco son evidentes, el que debe decidir mediante referéndum, con plenas garantías democráticas, las formas de vinculación al conjunto de Euzkadi.

Y en el mismo congreso haciendo referencia a la reclamación del derecho de autodeterminación de los pueblos:

[consideramos] el derecho a la autodeterminación, entendiéndolo como la capacidad de Euzkadi para decidir su propio destino, incluida la posibilidad de crear un Estado propio, como la mejor base para la unidad de la clase obrera del Estado español.

Posteriormente el socialismo en Navarra realizó un cambio estratégico con la formación de la organización Navarra, el Partido Socialista de Navarra separada del Partido Socialista de Euskadi (PSE) que alcanzó el Gobierno de Navarra en dos ocasiones, bajo la presidencia de Urralburu y Otano.